# Marc Eremita
Marc Eremita va ser un notable asceta egipci que hauria viscut uns cent anys. Pal·ladi a la Historia Lausiaca diu que hi va parlar personalment i explica algunes històries d'ell que es poden considerar meravelloses. Les diverses variants del seu nom són: grec antic: Μάρκος Ἀσκητής; llatí: Marcus Eremita) o Marc Anacoreta (grec antic: Μάρκος Ἀναχωρητής; llatí: Marcus Anachoreta) o Marc Monjo (grec antic: Μάρκος Μοναχος; llatí: Marcus Monachus.
Pal·ladi no li atribueix cap obra escrita. També el menciona Hèrmies Sozomen sense parlar de les seves obres. Nicèfor Cal·list Xantopul diu que va escriure vuit tractats (λόγοι ὀκτὼ) sobre les passions humanes, i 32 altres que descriuen la disciplina dels ascetes; si en va escriure altres no s'han conservat excepte una homilia (Περὶ παραδείσου καὶ νόμου πνευματικοῦ, De Paradiso et Lege Spirituali). Els vuit tractats s'havien escrit com a llibres independents però van ser reunits en un sol volum, i així ho descriu Foci que hi va afegir un novè volum, un escrit contra els melquisedequites (κατὰ Μελχιζεδεκιτῶν), seguidors de Melquisedec. Foci diu que les seves obres reflectien un alt grau d'heretgia. Fabricius l'inclou a la Bibliotheca Graeca.
Altres tractats del grup de vuit són:
- Περὶ νηστείας, De Jejunio, sobre el dejuni.
- Περὶ νόμου πνευματικοῦ, De Lege Spirituali, sobre les lleis espirituals.
- Περὶ τῶν οἰομένων ἐξ ἔργων δικαιοῦσθαι, De his qui putant se Opsibus jusificari, dels que pensen que estan justificats pel poble.[2]